# 群馬県外国人学校一覧
群馬県外国人学校一覧（ぐんまけんがいこくじんがっこういちらん）は群馬県におけるインターナショナルスクール（外国人学校）の一覧。

## 朝鮮学校

### 前橋市
- 群馬朝鮮初中級学校

## ブラジル学校

### 太田市
- コレージオ・ピタゴラス・ブラジル 太田校
- エスコーラ・パラレロ 太田校

### 伊勢崎市
- エスコーラ・パラレロ 伊勢崎校（旧称：エスコーラ・パラレロ 東村校）

### 大泉町
- 日伯学園
- インスチツート・エドカショナル・セントロ・ニッポ・ブラジレイロ・デ・オイズミ
- インスチツート・エドカショナル・ジェンテ・ミウーダ
- エスコーラ・ダ・プロフェソーラ・レベッカ

## ペルー学校

### 伊勢崎市
- イスパーノ・アメリカーノ学院

## その他のインターナショナルスクール

### 玉村町
- インターナショナル・コミュニティ・スクール （日本語・英語・ポルトガル語による教育）